# Aromática germenexcitación en orgías de viscosa y amarga putrefacción
Aromática germenexcitación en orgías de viscosa y amarga putrefacción è il secondo album in studio del gruppo musicale Paracoccidioidomicosisproctitissarcomucosis, pubblicato il 2007 dalla American Line Productions. 

## Tracce
1. Zombis sadomasoquistas hacia la linfática descomposición esquistosomiasis – 2:03
2. Azoospermia (Rancid Penetration Inmunology in the Anfitheater) – 5:35
3. Sarcástica y sofocante micoplasma neumonía con clamidias en la monucleosis infecciosa – 2:44
4. Be Welcomes to Ours Hard and Juicy Dicks (Erotic Clitoridectomic Ataxxxia to Intradermorreaction & Miosotis with Osteolosis) – 1:31
5. Sexologic Coitalexamination to Bisexual Fat Fornication with an Anorexic Lesbian, Both with Clit Orgasmic Vaginal & Pleasure Dispareuniavesselcongetion – 5:15
6. Arriba México porno ensangrentados mexicas – 3:08
7. Truncación de la erección clitoral (Cunnilingus) – 5:00
8. Anal Erotic Fest for the Immolated and Unrecognizable Feminine Flesh (Aromatic Germenexcitation in Viscose & Bitter Putrefaction) – 3:04

## Formazione
- Obstetra Penetrador Himeneal - voce, basso
- Proctólogo Destructor de Esfínteres - chitarra
- Ginecólogo Necrolamedor Clitoral - voce, batteria